# Āhūbam
Āhūbam (persiska: آهوبم, Āhū Bam) är en ort i Iran.   Den ligger i provinsen Khorasan, i den nordöstra delen av landet, 600 km öster om huvudstaden Teheran. Āhūbam ligger 1 283 meter över havet och antalet invånare är 133.
Terrängen runt Āhūbam är kuperad åt nordost, men åt sydväst är den platt. Terrängen runt Āhūbam sluttar söderut. Runt Āhūbam är det ganska glesbefolkat, med 31 invånare per kvadratkilometer. Närmaste större samhälle är Hodk, 8,4 km väster om Āhūbam. Trakten runt Āhūbam är ofruktbar med lite eller ingen växtlighet.